# Автомобільна промисловість у Бангладеш

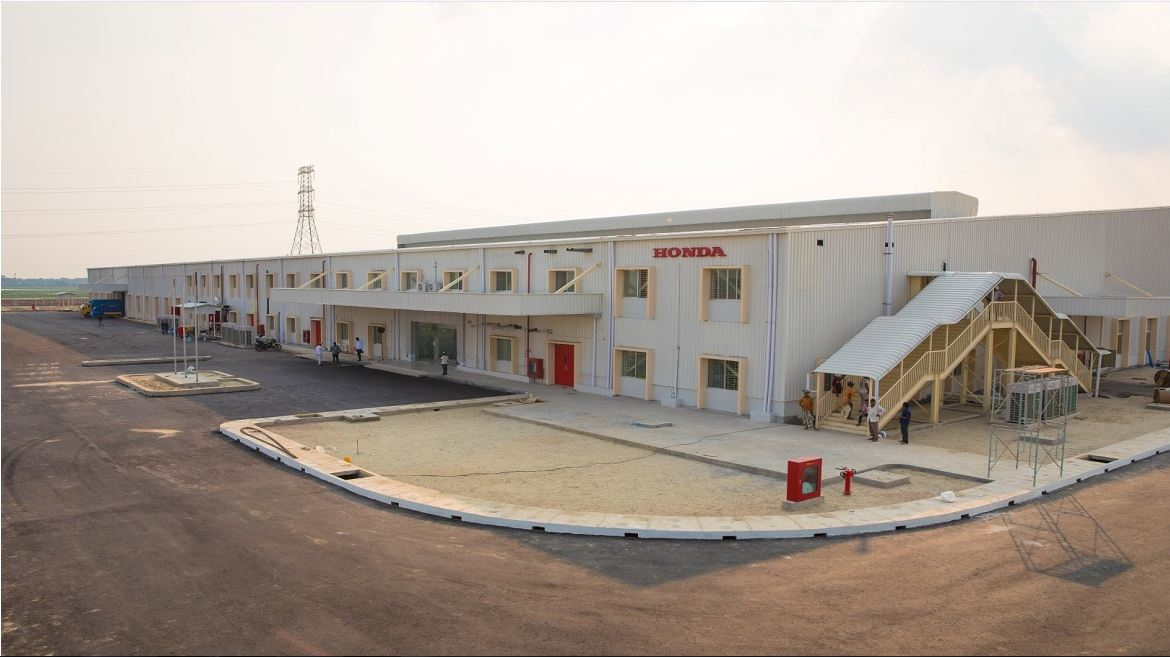
Мотоциклетний завод Honda

Автомобільна промисловість Бангладеш — галузь економіки Бангладеш.
Автомобільна промисловість Бангладеш є третьою за величиною в Південній Азії.
У країні є кілька великих автомобільних заводів, які складають Mitsubishi та Proton, а також комерційні автомобілі та автобуси Hino і Tata.
Pragoti Industries Limited (PIL) є одним із найстаріших і найбільших автомобілескладальних заводів у Бангладеш. Компанія виробила понад 50,000 транспортних засобів з моменту створення в 1966 році.
Бангладеш почав виробництво мотоциклів у 2000-х. Бангладеш на даний час виробляє мотоцикли, авторикші та локально розроблену триколісну машину, Mishuk, використовуючи двигун від Honda. 

## Огляд

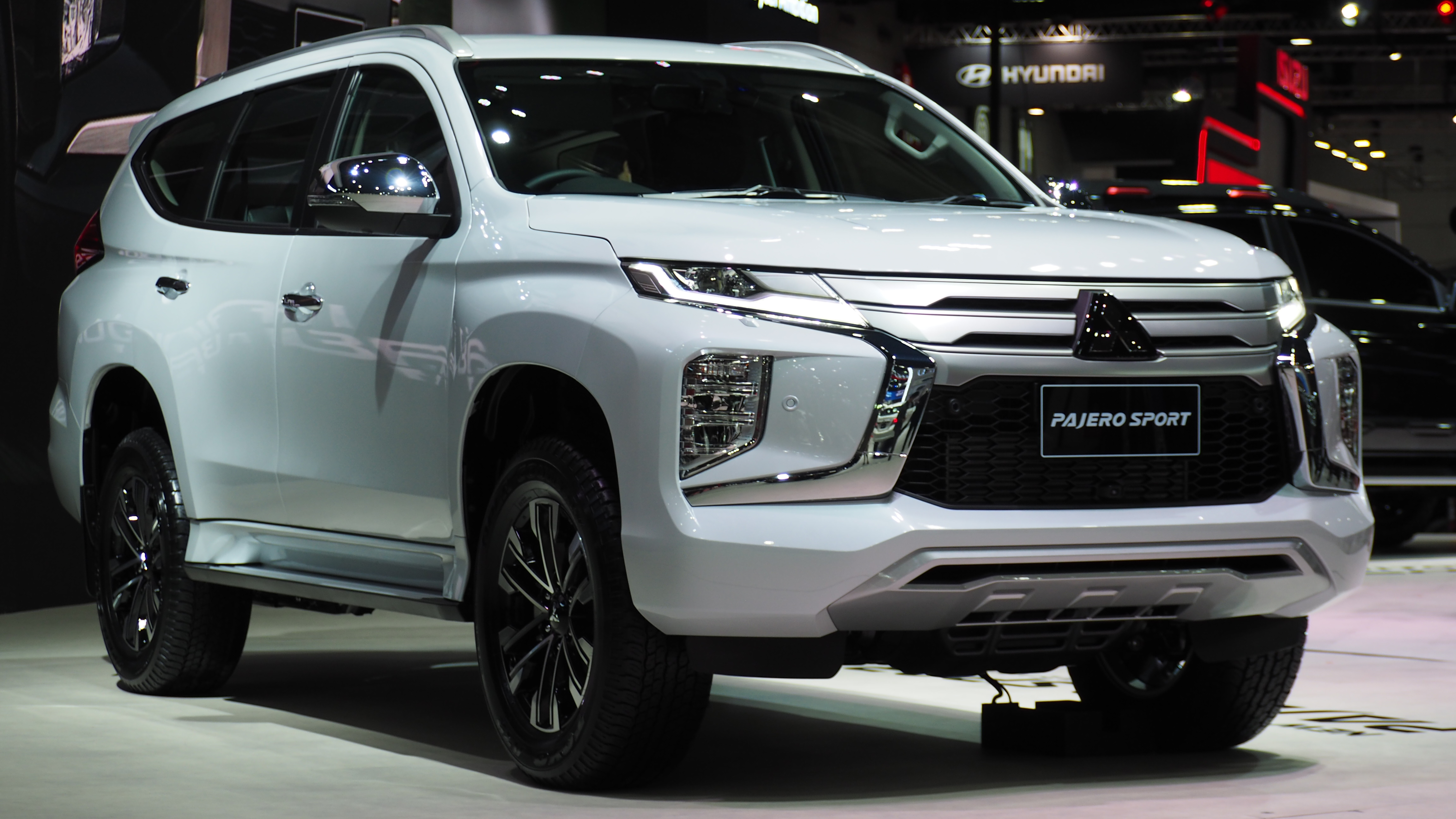
Pragoti складає Mitsubishi Pajero Sport.

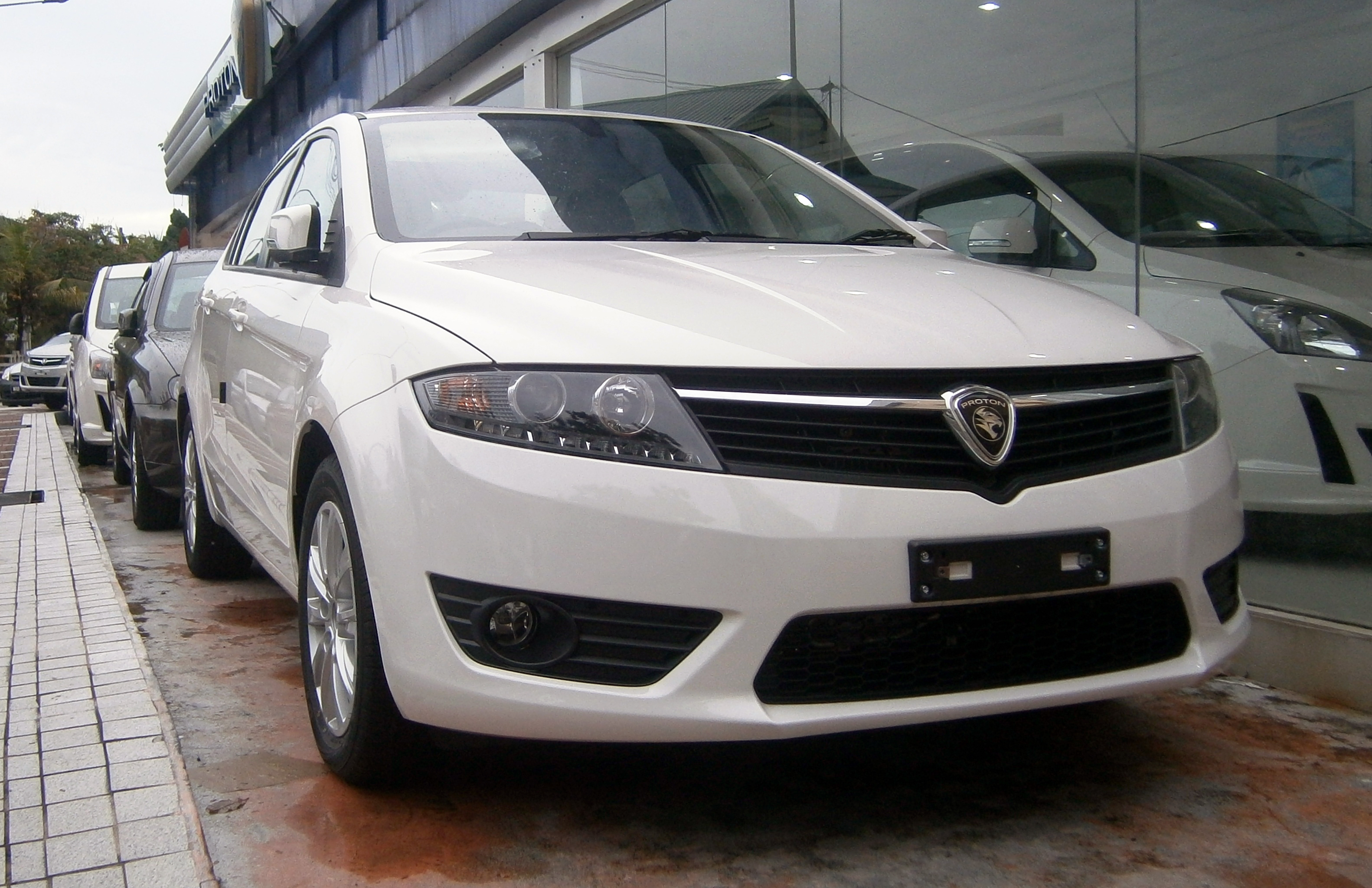
PHP Automobiles розпочала складання автомобілів Proton у 2017 році.

У 2009 році малайзійська Agate Group запропонувала побудувати завод з виробництва автомобілів у Бангладеш у співпраці з Walton Group, яка сама готується випускати мотоцикли. У лютому 2010 року, японський виробник автомобілів Mitsubishi офіційно запропонував уряду Бангладеш для виробництва Mitsubishi Pajero Sport у співпраці з Pragoti Industries. Виробництво розпочалося в серпні 2011 року, річний обсяг виробництва становить приблизно 500 одиниць.
У березні 2015 року PHP Group та Proton оголосили про плани складати автомобілі Proton в Бангладеш. Новий автоскладальний завод буде побудований в Читтагонгу з можливим річноим виробництвом в 1,200 одиниць. У травні 2017 року PHP Automobiles розпочала виробництво Proton Prevé. Компанія має намір продавати Prevé як альтернативу вживаним імпортним автомобілям, які домінують на місцевому ринку. .
У серпні 2018 року китайський виробник автомобілів Foton Motor і спільне підприємство ACI Motors заявили, що до наступного року створять завод зі складаня комерційних транспортних засобів.
У травні 2019 року японський гігант-виробник автомобілів Mitsubishi Motors вирішив вкласти 100 мільйонів доларів у Бангладеш, щоб виробляти свої транспортні засоби. Компанія інвестує цю суму в економічну зону Мірсараї в Читтагонгу, спочатку для складання автомобілів і поступово модернізує складальний завод до повноцінного заводу з виробництва автомобілів.
Бангладеш почав виробництво мотоциклів у 2000-х. Компанія Walton розпочала в країні виробництво мотоциклів. Runner Automobiles була другою компанією з виробництва мотоциклів у Бангладеш, яка була заснована в 2012 році. Після цього багато інших місцевих компаній зайнялися виробництвом мотоциклів. Серед інших є і деякі місцеві компанії, такі як RoadMaster Motors, Jamuna Automobiles.
У 2014 році компанія Hero MotoCorp повернулась на ринок Бангладеш завдяки місцевій групі Nitol-Niloy і висловив зацікавленість створити виробничий завод за пару років. У 2017 році Hero MotoCorp запустив свій завод з виробництва мотоциклів і створив спільне підприємство з місцевим партнером Niloy Motors (дочірня компанія групи Nitol-Niloy)
У 2016 році Runner Automobiles підписала угоду про співпрацю з UM Motorcycles для виробництва мотоциклів UM в Бангладеш під назвою UM-Runner. 
У вересні 2012 року між Honda та Бангладешською металургійною та інженерною корпорацією (Bangladesh Steel and Engineering Corporation) було підписано угоду про спільне виробництво з метою утворити першу дочірню компанію Honda в Бангладеш - Bangladesh Steel and Engineering Corporation. 
11 травня 2019 року компанія ACI Motors Limited, єдиний дистриб'ютор мотоциклів Yamaha в Бангладеш, відкрила завод зі складання мотоциклів Yamaha. Щорічна виробнича потужність становить 60,000 одиниць.

## Виробники

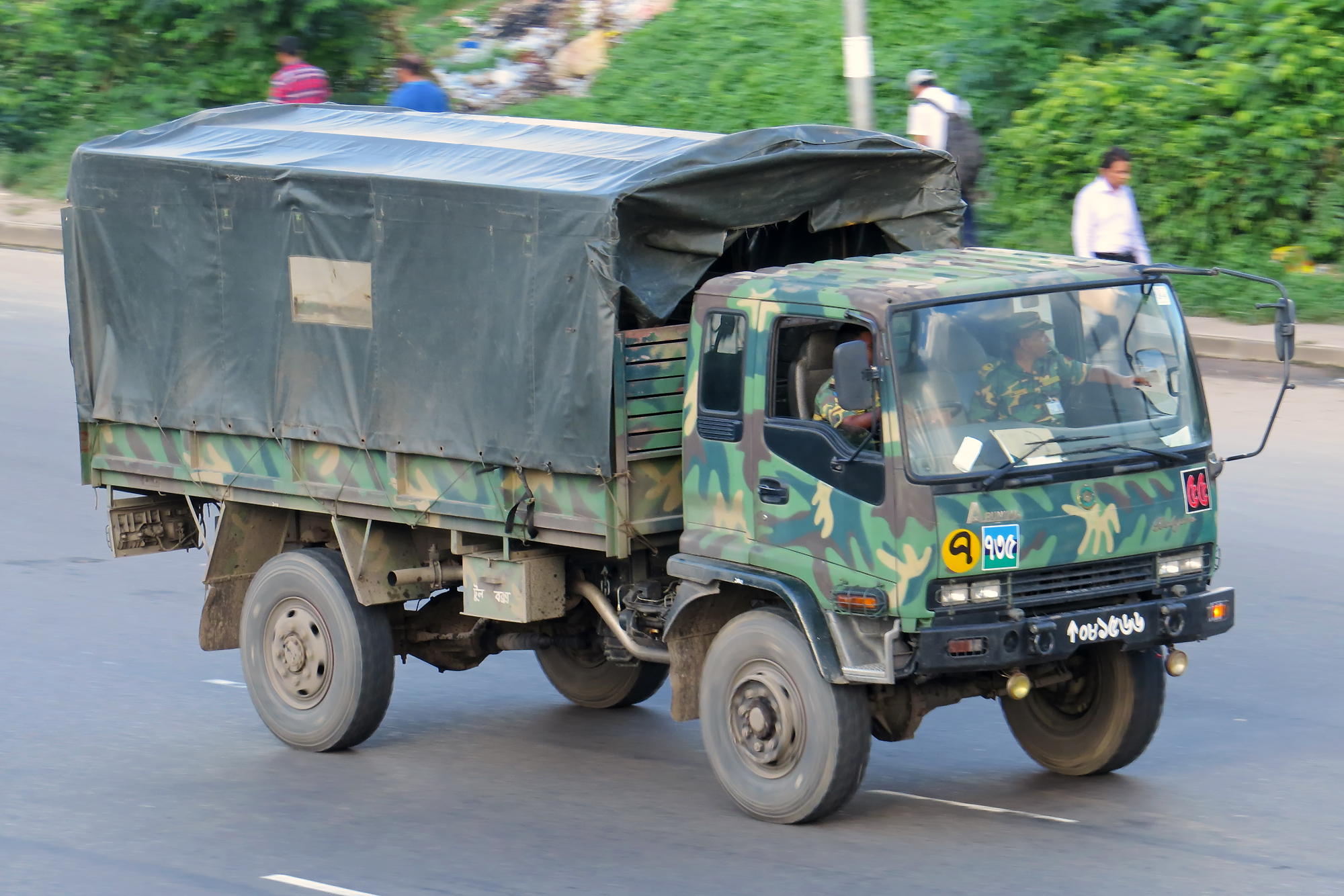
Arunima Bolyan 4X4

Бангладеські автомобільні і мотоциклетні виробники:
- Aftab
- BMTF
- Pragoti Industries
- Walton Hi-Tech Industries
- Bangladesh Honda Private Limited

## Іноземні компанії
Іноземні компанії з операціями:
- Mahindra & Mahindra
- Suzuki
- Mitsubishi Motors
- Nissan Motor Company
- Proton
- Tata Motors
- Toyota